# Religia în Spania

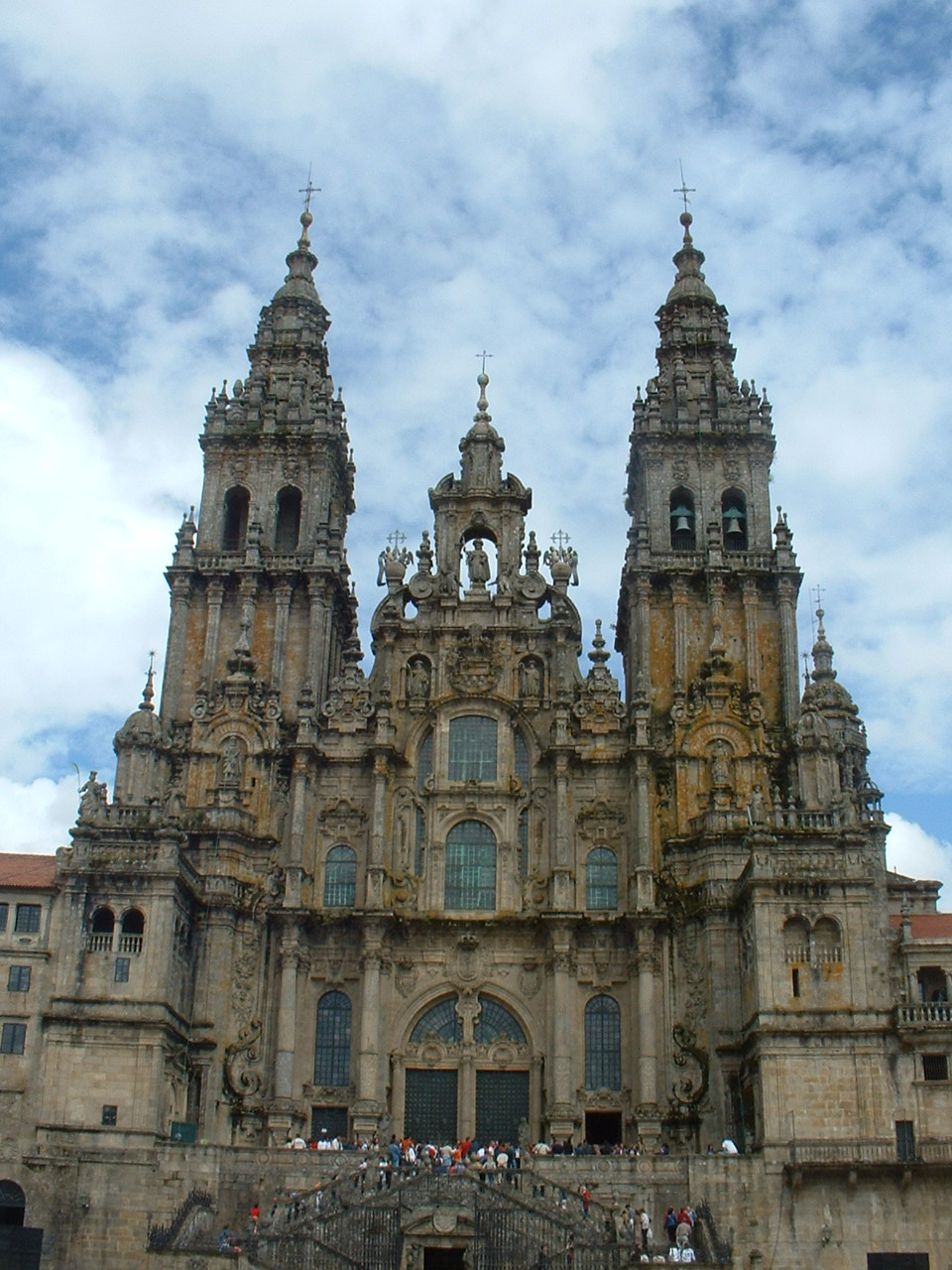
Catedrala Santiago de Compostela

Biserica Romano-Catolică este cea mai mare valoare nominală de creștini, prezente în țară. Potrivit unui studiu realizat de Centrul Spaniol de Cercetare Sociologică, în iulie 2009, aproximativ 73% dintre spanioli sunt catolici, 2% alte religii și aproximativ 22% spanioli cu nici o religie. Majoritatea spaniolilor nu participă în mod regulat la serviciile religioase. Același studiu arată că spaniolii care se identifică ca fiind religioși, 58% rareori sau niciodată merg la biserică, 17% merg la biserică de câteva ori pe an, 9% merg de câteva ori pe lună și 15% merg în fiecare duminică sau de mai multe ori pe săptămână. O majoritate covârșitoare de spanioli tineri, incluzând pe cei care sunt catolici, ignoră sfaturile conservatoare ale bisericii în probleme ca sexul pre-marital, orientări sexuale sau contracepția. Numărul total al preoților de mir s-a micșorat de la 24.300 în 1975 la 19.307 în 2005. Călugărițele, de asemenea, au scăzut 6,9% la 54.160 în perioada 2000-2005.

## Astăzi
Conform celui mai recent Eurobarometru 2005, 59% dintre cetățenii spanioli au răspuns că „cred că există un Dumnezeu”, 21% au răspuns că „cred că există o forță, un spirit”, 18% au răspuns că „nu cred că există vreun spirit, forță sau Dumnezeu”.
În timp ce Biserica Romano-Catolică este cea mai puternică valoare nominală în Spania, majoritatea spaniolilor aleg să ignore învățăturile acesteia. Agnoticismul și Ateismul se bucură de prestigiu social, conform secularizării generale a Europei de Vest. Războaiele culturale sunt mai degrabă legate de politică decât de religie, uriașa lipsă de popularitate a religiei fiind legată de probleme ca creaționismul, care le împiedică să fie utilizate în astfel de conflicte. Eforturile revivaliste ale Bisericii Romano-Catolice și alte credințe nu au avut nici un succes semnificativ din sfera lor de influență anterioare.
Conform Eurobarometrului 69(2008), doar 3%dintre spanioli consideră religia, ca una dintre trei, cele mai importante valori, chiar mai mic decât media europeană de 7%. Dovezi cu privire la caracterul laic al Spaniei Contemporane, pot fi văzute în sprijinul larg pentru legalizarea căsătoriilor între persoanele de același sex în Spania, peste 70% dintre spanioli acordă sprijin căsătoriilor gay, potrivit unui studiu realizat de către un Centru de Cercetare Sociologică în 2004. Într-adevăr în iunie 2005 un proiect de lege a fost votat de 187 voturi la 147 pentru a permite căsătoriile gay, făcând din Spania a treia țară în Uniunea Europeană, care permite cuplurilor de același sex să se căsătorească. Acest vot a fost împărțit de-a lungul liniilor conservatoare-liberale, cu PSOE și cu alte părți de stânga susținând măsura și PP împotriva sa.
Propunerile de a schimba legile divorțului pentru a face ca procesul să dureze mai putin și pentru a elimina necesitatea unui vinovat, sunt de asemenea populare.
Valurile precedente de imigrări, în special în timpul și după anii 1990, au condus la un număr tot mai mare de musulmani, care numără un milion de membri. Astăzi, Islamul este a doua religie ca mărime din Spania, după romano-catolicism, reprezentând aproximativ 2,5% din populația totală. Hinduși și Sikhus numără mai puțin de 0,3%. Alte confesiuni religioase reprezentate în Spania includ budiști și comunitățile Baha. Evreii numără mai puțin de 1% din populație, mai ales în Barcelona, Madrid și Murcia. Protestantismul, de asemenea, a fost stimulat de imigrare, dar rămânând totuși o forță mică printre spaniolii nativi. Spania a fost văzută ca un cimitir pentru misionarii străini printre protestanții evanghelici. Bisericile protestante au circa 1.200.000 membri.
De-a lungul acestor valuri de imigrări, un număr important de oameni din America Latină, care sunt de obicei practicieni catolici, au ajutat Biserica Catolică la recuperarea unor mase de oameni (mase de duminică), care în anii 1960 și 1970 existau, dar s-au pierdut în anii 1980.
În cursul ultimului deceniu, implicarea Bisericii Catolice în afacerile politice prin intermediul unor grupuri speciale cum ar fi Opus Dei, Calea Neocatehumenică sau Legiunea lui Cristos, în special prin intermediul politicienilor importanți în partidul popular de dreapta, a crescut din nou. Mass-media, veche și nouă, a contribuit de asemenea la această implicare a bisericii în politică. Biserica nu mai este văzută ca o instituție neutră și independentă în politică și este, în general, aliniată cu opiniile și politica Partidului Popular. Această implicare a avut, ca consecință, o nouă critică din partea unor importante sectoare de oameni (în special, majoritatea din partea votanților de dreapta) împotriva Bisericii și a felului în care aceasta este susținută economic de stat.